# Emilie
Emilie ist ein weiblicher Vorname.

## Herkunft und Bedeutung
Bei Emilie handelt es sich um eine deutsche, skandinavische und tschechische weibliche Variante des römischen Namens Aemilius.

## Verbreitung
Der Name Emilie [ˈɛmiːlɪjɛ] zählte in Tschechien in der ersten Hälfte des 20. Jahrhunderts zu den beliebtesten Mädchennamen. Seine Popularität sank zur Mitte des Jahrhunderts hin. Im Jahr 1966 verließ der Name die Top-100 der Vornamenscharts. Im Jahr 2013 erreichte er in der Schreibweise Emílie erstmals wieder Platzierung unter den 100 meistgewählten Mädchennamen.
In Dänemark zählt Emilie zu den beliebtesten Mädchennamen. In den späten 1990er und frühen 2000er Jahren erreichte der Name mehrfach eine Top-10-Platzierung. Zuletzt wurde er etwas seltener vergeben. Im Jahr 2021 belegte er Rang 45 der Hitliste.
In Norwegen gelang dem Namen in den späten 1980er und frühen 1990er Jahren ein rascher aufstieg in der Top-100 der Vornamenscharts. Seit 1997 gehört er – mit Ausnahme des Jahres 2012 – zu den 10 meistvergebenen Mädchennamen. Eine Positionierung an der Spitze der Vornamenscharts gelang dem Namen bislang nur im Jahr 1999. Im Jahr 2021 belegte Emilie Rang 10 der Hitliste.
Emilie, seltener Émilie [e.mi.li] gehörte in Frankreich zu Beginn des 20. Jahrhunderts zu den beliebtesten Mädchennamen. Zur Mitte des Jahrhunderts hin geriet der Name jedoch außer Mode. In den 1970er Jahren nahm die Popularität des Namens rasch zu, sodass er innerhalb von 10 Jahren in den Vornamenscharts um 258 Ränge aufstieg und im Jahr 1980 bereits Rang 2 belegte. Insbesondere in den 2010er Jahren sank seine Beliebtheit erneut. Im Jahr 2021 belegte Emilie Rang 251, Émilie Rang 389 der französischen Vornamenscharts. Ein ähnliches Bild zeigt sich auch in Québec.
In Deutschland zählte Emilie [e.ˈmiː.li̯ə] im ausgehenden 19. Jahrhundert zu den beliebtesten Mädchennamen. Mit dem beginnenden 20. Jahrhundert sank seine Popularität, bis er ab den 1930er Jahren nur noch sehr selten vergeben wurde. Seit in den 1990er Jahren der Name Emily in Deutschland in Mode kam, wird auch Emilie wieder häufiger vergeben. Da beide Namen heute oft gleich ausgesprochen werden, werden sie in Namensstatistiken gemeinsam als gleichlautende Varianten desselben Namens behandelt. Daher lässt sich die genaue Platzierung in den Vornamenscharts nicht bestimmen. Jedoch wurde Emilie zwischen 2010 und 2021 ungefähr 5700 Mal als erster Vorname vergeben. Auf der geschlechterübergreifenden Hitliste belegte Emilie im Jahr 2021 Rang 340.

## Varianten
Der Name Emilie wird auch in den Schreibweisen Emílie und Émilie vergeben.
Für weitere Varianten: siehe Emilia#Varianten und Emil#Varianten

## Namenstag
Der Namenstag von Emilie wird nach Émilie de Vialar am 24. August gefeiert.

## Namensträgerinnen

### Emilie
- Emilie Autumn (* 1979), US-amerikanische Musikerin
- Emilie Brentano (1810–1882), deutsche Verlegerin
- Emilie Exner (1850–1909), österreichische Schriftstellerin
- Emilie Flöge (1874–1952), österreichische Designerin
- Emilie Flottmann (1852–1933), deutsche Unternehmerin
- Emilie Flygare-Carlén (1807–1892), schwedische Schriftstellerin
- Emilie von Gleichen-Rußwurm (1804–1872), jüngste Tochter von Friedrich Schiller
- Emilie Gourd (1879–1946), Schweizer Frauenrechtlerin
- Astrid Emilie Helle (* 1962), norwegische Diplomatin
- Emilie Hörnlund (* 1982), schwedische Kammermusikerin
- Emilie Kempin-Spyri (1853–1901), Schweizer Juristin
- Emilie Kiep-Altenloh (1888–1985), deutsche Politikerin
- Emilie Leibnitz (1817–1894), deutsche Pianistin und Musikpädagogin
- Emilie Lieberherr (1924–2011), Schweizer Politikerin
- Emilie Mataja (1855–1938), österreichische Schriftstellerin, siehe Emil Marriot
- Emilie Mayer (1812–1883), deutsche Komponistin
- Emilie Enger Mehl (* 1993), norwegische Politikerin
- Emilie Nicolas (* 1987), norwegische Singer-Songwriterin
- Emilie von Oldenburg-Delmenhorst (1614–1670), Regentin von Schwarzburg-Rudolstadt
- Emilie Pikler (1902–1984), ungarische Kinderärztin und pädagogische Expertin
- Emilie de Ravin (* 1981), australische Schauspielerin
- Emilie von Reichenbach-Lessonitz (1791–1843), Ehefrau von Kurfürst Wilhelm II. von Hessen
- Emilie Schindler (1907–2001), Gattin von Oskar Schindler
- Emilie Rodahl Torkelsen (* 1992), norwegische Fußballschiedsrichterin
- Emilie Wedekind-Kammerer (1840–1916), deutsche Schauspielerin und Sängerin
- Emilie Welti (* 1983), Schweizer Sängerin und Komponistin, siehe Sophie Hunger
- Emilie Winkelmann (1875–1951), deutsche Architektin
- Emilie Zumsteeg (1796–1857), deutsche Komponistin

### Émilie
- Émilie Bigottini (1784–1858), französische Tänzerin
- Émilie du Châtelet (1706–1749), französische Mathematikerin
- Émilie Dequenne (1981–2025), belgische Schauspielerin
- Émilie Mondor (1981–2006), kanadische Langstreckenläuferin
- Émilie de Pellapra (1806–1871), erste Tochter von Napoleon Bonaparte
- Émilie de Rodat (1787–1852), französische Heilige
- Émilie Simon (* 1978), französische Sängerin
- Émilie de Vialar (1797–1856), französische Heilige